# Льоренс, Рафаэль
Рафаэль Льоренс Льоренс (исп. Rafael Llorens Llorens, 8 июля 1909, Барселона — 12 января 1989) — испанский шахматист, национальный мастер.
Серебряный призёр чемпионата Испании 1944 г.
В составе сборной Испании участник радиоматчей со сборной Аргентины (1946 и 1948 гг.) и квалификационного турнира командного первенства Европы (1955 г.).
Двукратный чемпион Каталонии (1944 и 1946 гг.). Серебряный призёр чемпионата Каталонии 1954 г.
Участник международных турниров в Ситжесе (1934 г.) и Барселоне (1946 г.).
В зрелом возрасте играл по переписке. Участвовал в личных турнирах европейского уровня, в составе сборной — в предварительных соревнованиях 6-го командного чемпионата мира.

## Спортивные результаты
| Год  | Город      | Соревнование                                           | + | − | = | Результат | Место |
| ---- | ---------- | ------------------------------------------------------ | - | - | - | --------- | ----- |
| 1934 | Ситжес     | Международный турнир                                   | 2 | 8 | 3 | 3½ из 13  | 11—12 |
| 1944 | Мадрид     | Чемпионат Испании                                      |   |   |   |           | 2     |
| 1946 |            | Радиоматч Аргентина — Испания (против К. Мадерны)      | 0 | 0 | 1 | ½ из 1    |       |
|      | Барселона  | Международный турнир                                   | 4 | 4 | 5 | 6½ из 13  | 6—8   |
| 1948 |            | Радиоматч Аргентина — Испания (против Рен. Сангинетти) | 0 | 1 | 0 | 0 из 1    |       |
| 1955 | Люксембург | Квалификационный турнир командного первенства Европы   | 2 | 2 | 0 | 2 из 4    |       |